# Шликарево
Шликарево (укр. Шликареве) — село, относится к Любашёвскому району Одесской области Украины.
Население по переписи 2001 года составляло 155 человек. Почтовый индекс — 66522. Телефонный код — 4864. Занимает площадь 1,032 км². Код КОАТУУ — 5123381407.

## Местный совет
66520, Одесская обл., Любашёвский р-н, с. Гвоздавка Вторая